# Сенди Спрингс (Џорџија)
Сенди Спрингс (Џорџија) (енгл. Sandy Springs) град је у америчкој савезној држави Џорџија. По попису становништва из 2010. у њему је живело 93.853 становника.

## Демографија
Према попису становништва из 2010. у граду је живело 93.853 становника, што је 8.072 (9,4%) становника више него 2000. године.
| Група             | 2000.          | 2010.          |
| Белци             | 62.657 (73,0%) | 55.066 (58,7%) |
| Афроамериканци    | 10.332 (12,0%) | 18.724 (20,0%) |
| Азијати           | 2.820 (3,3%)   | 4.702 (5,0%)   |
| Хиспаноамериканци | 8.514 (9,9%)   | 13.368 (14,2%) |
| Укупно            | 85.781         | 93.853         |